# Zołotynka
Zołotynka (ukr. Золотинка) – wieś na Ukrainie, w obwodzie czernihowskim, w rejonie czernihowskim. W 2001 liczyła 184 mieszkańców.